# 網紋尾鯙
網紋尾鯙，輻鰭魚綱鰻鱺目鯙亞目鯙科的其中一種，分布於西太平洋區，包括琉球群島、台灣、印尼、巴布亞紐幾內亞、東加等海域，棲息深度1-20公尺，體長可達71.3公分，為底棲性魚類，屬肉食性，生活習性不明。

## 擴展閱讀
維基物種上的相關：網紋尾鯙